# Guerra barenita-catarense
A guerra barenita-catarense foi um conflito armado que ocorreu entre 1867 e 1868 no golfo Pérsico. O conflito colocou de lados opostos Barém e Abu Dhabi contra o povo do Catar. O conflito foi a mais flagrante violação da trégua marítima de 1835, exigindo a intervenção britânica. Os dois países concordaram com uma trégua, mediada pelo Reino Unido, o que levou a Grã-Bretanha a reconhecer a família real do Catar, Al Thani, como governante semi-independente do Catar. O conflito resultou em destruição em larga escala em ambos os países.

## Antecedentes
A trégua marítima de 1835 foi uma trégua acordada entre Estados Árabes do Golfo Pérsico como Abu Dhabi, Xarja, os Estados da Trégua, bem como Barém e Omã. A trégua foi supervisionada pela Marinha Real Britânica (nomeadamente a Marinha da Índia). A fim de cumprir um tratado de paz preexistente (o Tratado Geral Marítimo de 1820), a Marinha da Índia implantou esquadras ao Golfo Pérsico, com sede na ilha de Queixome. O tratado proibia a pirataria no Golfo Pérsico, mas não proibiu a guerra marítima, como resultado, os britânicos agiram de forma diferente no sentido de que, os piratas que atacavam navios que içam uma bandeira britânica eram deportados para Bombaim ao serem capturados, e aqueles que atacavam navios com outras bandeiras seriam então entregues ao país em questão. Em 1835, uma coalizão de navios de Abu Dhabi, Ajman, Xarja e Ras al Khaimah começaram a perseguir navios de comércio pertencentes a Omã. A Grã-Bretanha interveio quando dois navios de bandeira britânica foram saqueados por Abu Dhabi. A Marinha da Índia foi despachada e em 16 de abril de 1835, uma vitória decisiva para os ingleses foi ganha, deixando grande parte dos navios de Abu Dhabi em ruínas.
A trégua de 1835 inicialmente começou como uma trégua britânica patrocinada seis meses após os eventos, e foi bem sucedida. Foi renovada voluntariamente pelas nações envolvidas por mais oito meses. A trégua, então, era renovada anualmente até 1843, quando a Grã-Bretanha propôs uma trégua de 10 anos, que foi acordado pelos xeiques. Durante a paz, os Estados árabes do Golfo Pérsico experimentaram um boom econômico, daí por que, em 1853, quando o Reino Unido propôs uma paz permanente, os Estados da Trégua concordaram.

## O conflito
Em 1860, as relações entre Catar e Barém deterioraram-se, com uma série de pequenas disputas. As hostilidades surgiram quando, em 1867, o Barémprendeu um grupo de beduínos catarenses no continente e o mandaram para o Barém. Em resposta, o Catar derrotou o exército do Barém, que estava baseado na península, efetivamente expulsando-os. Essas tensões levaram o Barém, tendo Abu Dhabi como aliado, a atacar o Catar.
O conflito não conseguiu ser pacificado e resultou em uma escalada entre as duas partes, no ano seguinte. Em outubro de 1867, o rei barenita Hakim Mohammed al Khalifa, enviou seu irmão, Ali Al Khalifa, com uma força de 500 homens e 24 barcos para atacar o Catar. Ele foi acompanhado por uma força de 200 homens. Além disso, o aliado do Barém, Abu Dhabi, enviou 2.000 soldados e 70 barcos para apoiar os barenitas. O ataque ao Catar levou à invasão e destruição de Bida (atual Doha) e Al-Wakrah. As cidades de Doha e Al-Wakrah estavam, no final de 1867, temporariamente ocupada pelos barenitas e seus aliados, com as casas sendo desmontadas e os habitantes deportados. O Catar contra-atacou no ano seguinte, resultando na destruição da maior parte dos navios da Marinha do Barém. O ataque de 1868 resultou em cerca de 1.000 pessoas mortas e 60 navios destruídos.

## Acordo anglo-barenita de 1868
Antes de 1867, os britânicos reconheceram o catar como uma dependência do Barém. O tenente-coronel Lewis Pelly, residente britânico no Barém, deu um ultimato ao rei barenita Mohammed, acusando-o de violar a lei marítima e exigindo reparações no valor de 10.000 tomans iranianas. Em 6 de setembro de 1868, Ali al Khalifa tomou efetivamente o controle do Barém após o coronel britânico Pelly nomeá-lo rei, depois que seu irmão Mohammed fugiu.
A disputa levou os britânicos a reconhecerem a Al Thani, pela primeira vez, como uma unidade política semi-independente no Catar. Lewis Pelly visitou o Catar, reuniu os xeiques e assinou o Tratado de 1868 com Muhammad Al Thani. O tratado pôs fim à guerra marítima. Como parte das condições do tratado, o Barém foi forçada a renunciar a reivindicações de soberania sobre o solo do Catar, bem como a imposição de várias sanções britânicas, a maioria dos quais eram financeiras.